# Messopfer
Das Messopfer (auch heiliges Messopfer) ist eine in der römisch-katholischen Kirche gebräuchliche Bezeichnung für die heilige Messe. Es wird von Bischöfen und Priestern dargebracht. Die Bezeichnung ist aus der Lehre der katholischen Kirche über das Sakrament der Eucharistie entstanden, nach dem diese „das Gedächtnis des Pascha Christi, die sakramentale Vergegenwärtigung und Darbringung des einzigen Opfers in der Liturgie seines Leibes, der Kirche“ ist. 

## Zeugnisse

### Patristik
Frühchristliche Schriften, die meist von den Kirchenvätern stammen, bezeugen bereits eindeutig ein Opferverständnis der Eucharistie:
- Didache (verfasst um 100):
„Am Tage des Herrn versammelt euch, brechet das Brot und saget Dank, nachdem ihr zuvor eure Sünden bekannt habet, damit euer Opfer rein sei. Jeder aber, der mit seinem Freunde einen Streit hat, soll sich nicht bei euch einfinden, bis sie versöhnt sind, damit euer Opfer nicht entweiht werde. Denn so lautet der Ausspruch des Herrn: ‚An jedem Ort und zu jeder Zeit soll man mir darbringen ein reines Opfer, weil ich ein großer König bin‘, spricht der Herr, ‚und mein Name wunderbar ist bei den Völkern.‘“
- Ignatius von Antiochien († ca. 107–110):
  - „Keiner lasse sich irreführen: Wer nämlich nicht innerhalb der Opferstätte ist, der kommt um das Brot Gottes. Wenn nämlich das Gebet eines einzigen oder zweier (Menschen) eine solche Kraft hat, um wieviel mehr das Gebet des Bischofs und der ganzen Gemeinde?“ (Brief an die Epheser 5, 2)
  - „Wer sich innerhalb der Opferstätte befindet, ist rein; wer aber außerhalb steht, ist nicht rein. Das heißt: Wer ohne Bischof, ohne Presbyterium und Diakon etwas tut, der ist nicht rein in seinem Gewissen.“ (Brief an die Trallianer 7, 2)
- Justin der Märtyrer (um 100–165):
  - „Das Opfer des Weizenmehles, welches nach der Überlieferung für die vom Aussatz Gereinigten dargebracht wurde, war ein Vorbild des Brotes der Eucharistie, deren Feier Jesus Christus, unser Herr, angeordnet hat zur Erinnerung an das Leiden, das er erduldete für die, welche sich von jeder Sünde gereinigt haben.“ (Dialog mit dem Juden Trypho 41, 1)
- Irenäus von Lyon (ca. 135–202):
  - „Wie aber können sie wiederum sagen, das Fleisch verwese und habe keinen Anteil am Leben, wenn es mit dem Leibe und Blute des Herrn ernährt wird? Also mögen sie diese Lehre abändern oder nicht mehr die genannten Gaben darbringen! Unsere Lehre aber stimmt mit der Eucharistie überein, und die Eucharistie wiederum bestätigt unsere Lehre. Von dem Seinigen nämlich opfern wir ihm, indem wir geziemenderweise die unauflösliche Einheit von Fleisch und Geist verkünden. Denn wie das von der Erde stammende Brot, wenn es die Anrufung Gottes empfängt, nicht mehr gewöhnliches Brot ist, sondern die Eucharistie, die aus zwei Elementen, einem irdischen und einem himmlischen besteht, so gehören auch unsere Körper, wenn sie die Eucharistie empfangen, nicht mehr der Verweslichkeit an, sondern haben die Hoffnung auf Auferstehung.“ (Gegen die Häresien, 4. Buch, Kapitel 18, 4)
- Tertullian (um 150–230)
  - „Wenn du den Leib des Herrn empfängst und noch aufbewahrst, so besteht beides unbeeinträchtigt miteinander, die Teilnahme am Opfer sowie die Ausübung der Leistung“ (Über das Gebet, Kapitel 19)
- Cyprian von Karthago (ca. 200–258):
  - „Das alte Opfer wird abgelegt und ein neues gefeiert.“(An Quirinus: Drei Bücher Schriftbeweise, 1. Buch, 16)
  - „Auch wenn wir gemeinsam mit unseren Brüdern zusammenkommen und das göttliche Opfer mit dem Priester Gottes feiern, müssen wir der Ehrerbietung und Zucht gedenken und dürfen nicht so ohne weiteres unsere Bitten in nachlässigen Worten hinwerfen oder unser Anliegen, das wir in aller Bescheidenheit Gott anheimzustellen haben, in geräuschvoller Geschwätzigkeit heraussprudeln.“ (Über das Gebet des Herrn, 1. Hauptteil, Kapitel 4)
- Kyrill von Alexandria (um 375/80–444)
  - „Wir können jedoch nicht umhin, auch Folgendes beizufügen. Wenn wir den Tod des eingeborenen Sohnes Gottes, das heißt Jesu Christi, dem Fleische nach verkünden und das Wiederaufleben von den Toten und die Aufnahme in die Himmel bekennen, so bringen wir in den Kirchen das unblutige Opfer dar, und dann treten wir zu den geheimnisvollen Opfergaben hinzu und werden geheiligt, indem wir teilhaft werden des heiligen Fleisches und des kostbaren Blutes Christi, des Heilandes unser aller.“ (Drei ökumenische Briefe, II. Der dritte Brief an Nestorius)

### Konzil von Trient
Nach der Lehre des Konzils von Trient (1545–1563) sind Messopfer und Kreuzesopfer hinsichtlich der Opfergabe und des Opferpriesters identisch, die Art und Weise der Darbringung ist allerdings verschieden. Die Opfergabe ist ein und dieselbe; derselbe, der sich damals am Kreuze opferte, opfert jetzt durch den Dienst der Priester; allein die Weise des Opfers ist verschieden. (DH 1743) Das genaue Verhältnis von Mess- und Kreuzesopfer wird vom Konzil von Trient mit den Worten: repraesentatio („Vergegenwärtigung“), memoria („Gedächtnis“) und applicatio („Zuwendung“) genauer bestimmt. Der römische Katechismus (II, 4, 70) fügt noch die instauratio („Erneuerung“) hinzu. Die Messe ist die lebendige, objektive Vergegenwärtigung des Kreuzesopfers, eine sakramentale Darstellung desselben. Damit ist gleichzeitig ein objektives Gedächtnis verbunden, in Anlehnung an die Worte Jesu Christi: „Tut dies zu meinem Gedächtnis.“ Durch die Messe werden sodann die am Kreuz von Christus verdienten Gnaden den Menschen zugewendet. Wenn das Konzil von Trient die Messe ein Gedächtnis des Kreuzesopfers nennt, so bedeutet dies nicht, dass sie eine bloße Erinnerungsfeier an das Kreuzesopfer ist: „Wer sagt, in der Messe werde Gott nicht ein wirkliches und eigentliches Opfer dargebracht, oder die Opferhandlung bestehe in nichts anderem, als dass uns Christus zur Speise gereicht werde, der sei (aus der Kirche) ausgeschlossen.“ (DH 1751)

### Katechismus der Katholischen Kirche
Der Katechismus führt die bisherige Lehre über das heilige Messopfer weiter und betont, dass das Gedächtnis nicht nur als bloße Erinnerung zu verstehen sei, sondern als Verkündigung und Vergegenwärtigung.

„Im Sinn der Heiligen Schrift ist das Gedächtnis nicht nur ein Sich-Erinnern an Ereignisse der Vergangenheit, sondern die Verkündigung der großen Taten, die Gott für die Menschen getan hat. In der liturgischen Feier dieser Ereignisse werden sie gegenwärtig und wieder lebendig. Auf diese Weise versteht das Volk Israel seine Befreiung aus Ägypten: Jedesmal, wenn das Pascha gefeiert wird, werden die Ereignisse des Auszugs dem Gedächtnis der Gläubigen wieder gegenwärtig gemacht, damit diese ihr Leben diesen Ereignissen entsprechend gestalten.“

Laut Definition des Katechismus bleibt das einmalige Opfer Christi im Opfergedächtnis der Eucharistie stets wirksam (vgl. Hebr 7,25–27 ) [vgl. 1364].

## Altkatholische Kirche
In der Utrechter Erklärung der altkatholischen Kirchen heißt es unter Nr. 6:

„Die eucharistische Feier in der Kirche ist nicht eine fortwährende Wiederholung oder Erneuerung des Sühnopfers, welches Christus ein für allemal am Kreuze dargebracht hat; aber ihr Opfercharakter besteht darin, dass sie das bleibende Gedächtnis desselben ist und eine auf Erden stattfindende reale Vergegenwärtigung jener Einen Darbringung Christi für das Heil der erlösten Menschheit […] Indem dies der Charakter der Eucharistie bezüglich des Opfers Christi ist, ist sie zugleich ein geheiligtes Opfermahl, in welchem die den Leib und das Blut des Herrn empfangenden Gläubigen Gemeinschaft miteinander haben.“

Nach altkatholischer Auffassung ist daher das Messopfer eine Vergegenwärtigung des einmaligen Opfers Jesu Christi (Hebr 9,11f , 9,24 ), ohne dieses zu wiederholen oder zu erneuern. Zugleich ist die Kommunion dann die Teilnahme an einem Opfermahl (1 Kor 10,17 ), das eine universale, Zeit und Raum überschreitende Gemeinschaft der Teilnehmenden begründet.